# Alerteringssysteem
Een alerteringssysteem is een systeem van procedures en technische hulpmiddelen om in geval van nood of dreiging alle benodigde personen en diensten te kunnen waarschuwen. 
Een alerteringssysteem kan door een overheid worden gebruikt om bestuurders, politie en hulpdiensten en anderen te informeren over bijvoorbeeld de dreiging van een terroristische aanslag. Hierbij kunnen codes worden gebruikt om het dreigingsniveau aan te geven. 
Een voorbeeld van een alerteringssysteem is het Amerikaanse Homeland Security Advisory System. 
In Nederland is sinds 16 juni 2005 het Alerteringssysteem Terrorismebestrijding (ATb) operationeel. 